# Cormega
Cormega, de son vrai nom Cory Mckay, né le 26 avril 1970 dans le Queens, New York, est un rappeur américain.

## Biographie

### Jeunesse
Né à Bedford-Stuyvesant, Cormega grandit dans les HLM de Queensbridge dans le Queens. Il grandit avec ses amis d'enfance, les futurs rappeurs Nas, Mobb Deep, Nature ou encore Capone,. À l'âge de quatre ans, il témoigne à la suite du meurtre de sa mère. Après ça, il déménage avec son père et sa belle-mère à Dallas avant de retourner ensuite à New York.

### Débuts
Cormega collabore avec Hot Day's sur Going Straight Up pour l'album It's My Turn, ainsi qu'avec Blaq Poet et DJ Hot Day's sur Set It Off pour leur album Without Warning en 1991. Cormega est ensuite condamné à 15 ans de prison pour vol à main armée en 1991. Durant son incarcération à la prison Mid-State Correctional Facility de New York, Cormega attire l'attention avec la dédicace que lui fait Nas sur son One Love, de l'album Illmatic. Il est libéré en 1995 après quatre ans, et décide de continuer le rap.
Nas l'invite à poser sur la chanson Affirmative Action de son second album It Was Written, avec AZ et Foxy Brown, qui devient la première collaboration du groupe The Firm. Il signe ensuite au label Def Jam et enregistre l'album The Testament, basé sur le buzz d'Affirmative Action, avec Nas, son manager Steve Stoute ainsi que les producteurs Dr. Dre et Trackmasters qui se joignent à eux pour continuer l'aventure The Firm. Cormega est finalement exclus du groupe et remplacé par un autre artiste, Nature, que Stoute trouve meilleur. S'ensuit alors une altercation avec Nature et la fin de son amitié avec Nas. Après la fin de The Firm, Alex Trojano contribue à produire son album The Testament. Mais à la suite de différends avec son manager Chris Lighty et avec Def-Jam, son album est annulé.
En 2000, il met fin à son contrat et crée son propre label indépendant, Legal Hustle Records. Cormega parle ensuite de ses problèmes avec Nas et The Firm dans une mixtape avec une chanson intitulée Never Personal (Fuck Nas N Nature). En 2001, Cormega publie son véritable premier album, The Realness, bien accueilli par les critiques. Le thème de la trahison y est beaucoup abordé. Nas répond à Cormega dans Destroy and Rebuild de son album Stillmatic, où s'ensuivent les réponses de Cormega sur A Slick Response et Realmatic. Son album suivant, The True Meaning remporte le trophée du meilleur album underground de l'année par le magazine The Source.  En 2004, il publie Legal Hustle (avec des artistes de son label) avec la participation notamment de Ghostface Killah, Large Professor, AZ, Kurupt, et Jayo Felony. L'album est bien accueilli par les critiques.
En 2005, il publie The Testament sur son propre label. En septembre 2005, Cormega déclare avoir mis fin à sa dispute avec Nas, à la suite de la mort de la grand-mère de Cormega. Le 22 décembre 2006, au Nokia Theatre Times Square, Cormega apparaît sur scène aux côtés de Nas lors d'un concert (avec Foxy Brown),. Il publie ensuite un album en collaboration avec Lakey the Kid appelé My Brother's Keeper le 22 août 2006. Le 20 novembre 2007, Cormega publie un CD/DVD Who Am I?, le DVD portant sur quatre années de la vie filmée de Cormega. Le 20 octobre 2009, il publie son cinquième album intitulé Born and Raised, dont le premier single est Journey.

### Années 2010
Cormega explique vouloir collaborer avec des rappeurs et groupes comme Scarface, Lauryn Hill, Slick Rick, M.O.P., Mobb Deep, et tha Dogg Pound.
Le dernier album de Cormega, Mega Philosophy, est entièrement produit par Large Professor.

## Discographie

### Albums studio
- 2001 : The Realness
- 2002 : The True Meaning
- 2004 : Legal Hustle
- 2005 : The Testament
- 2009 : Born and Raised
- 2022 : The Realness II

### Compilation
- 2011 : Raw Forever

### CD/DVD
- Who Am I?

### Singles
| Année | Chanson                                      | Meilleure position | Meilleure position | Meilleure position | Album            |
| Année | Chanson                                      | U.S.               | U.S. R&B           | U.S. Rap           | Album            |
| ----- | -------------------------------------------- | ------------------ | ------------------ | ------------------ | ---------------- |
| 2000  | You Don't Want It                            | —                  | —                  | 41                 | The Realness     |
| 2001  | Get Out My Way                               | —                  | —                  | —                  | The Realness     |
| 2002  | Built for This                               | —                  | —                  | —                  | The True Meaning |
| 2002  | The Come Up (featuring Large Professor)      | —                  | —                  | —                  | The True Meaning |
| 2004  | Let It Go (featuring M.O.P.)                 | —                  | —                  | —                  | Legal Hustle     |
| 2004  | Dangerous (featuring Unda P. et Vybz Kartel) | —                  | —                  | —                  | Legal Hustle     |
| 2005  | One Love                                     | —                  | —                  | —                  | The Testament    |
| 2007  | The Saga (The Remix) (produit par Stanley O) | —                  | —                  | —                  | Single Release   |
| 2009  | Dirty Game                                   | —                  | —                  | —                  | Born and Raised  |